# Moabe Platini Dias Ramos
Moabe Platini Dias Ramos (* 22. Juni 1987 in São Paulo) ist ein ehemaliger brasilianischer Fußballspieler.

## Karriere
Platini begann seine Karriere 2003 bei União São João EC. 2006 unterschrieb er einen Vertrag beim japanischen Erstligisten Ōita Trinita. Sommer 2007 wechselte er zu MIO Biwako Kusatsu. 2008 kehrte er nach Brasilien zurück und unterschrieb einen Vertrag bei São Carlos FC. Von 2009 bis 2010 spielte er beim bulgarischen FC Tschernomorez Burgas.